# Sauméjan
Sauméjan est une commune du Sud-Ouest de la France, située dans le département de Lot-et-Garonne, en région Nouvelle-Aquitaine.

## Géographie

### Localisation
Située dans les Landes de Gascogne et plus précisément dans les Landes de Lot-et-Garonne, en pays de Lugues, la commune se trouve à 57 km à l'ouest d'Agen, chef-lieu du département, à 33 km à l'ouest - nord-ouest de Nérac, chef-lieu d'arrondissement et à 5,5 km au nord-ouest de Houeillès, chef-lieu de canton.

### Communes limitrophes
Les communes limitrophes sont Pindères, Allons, Houeillès et Pompogne.
|        | Pindères  |          |
| Allons | Sauméjan  | Pompogne |
|        | Houeillès |          |

### Climat
Pour des articles plus généraux, voir Climat de la Nouvelle-Aquitaine et Climat de Lot-et-Garonne.
Historiquement, la commune est exposée à un climat océanique aquitain.  
En 2020, Météo-France publie une typologie des climats de la France métropolitaine dans laquelle la commune est exposée à un climat océanique et est dans la région climatique Aquitaine, Gascogne, caractérisée par une pluviométrie abondante au printemps, modérée en automne, un faible ensoleillement au printemps, un été chaud (19,5 °C), des vents faibles, des brouillards fréquents en automne et en hiver et des orages fréquents en été (15 à 20 jours).
Pour la période 1971-2000, la température annuelle moyenne est de 13 °C, avec une amplitude thermique annuelle de 14,9 °C. Le cumul annuel moyen de précipitations est de 884 mm, avec 11,4 jours de précipitations en janvier et 7 jours en juillet. Pour la période 1991-2020, la température moyenne annuelle observée sur la station météorologique la plus proche, située sur la commune de Saint-Martin-Curton à 11 km à vol d'oiseau, est de 13,7 °C et le cumul annuel moyen de précipitations est de 867,2 mm,. Pour l'avenir, les paramètres climatiques de la commune estimés pour 2050 selon différents scénarios d’émission de gaz à effet de serre sont consultables sur un site dédié publié par Météo-France en novembre 2022.

## Urbanisme

### Typologie
Au 1er janvier 2024, Sauméjan est catégorisée commune rurale à habitat très dispersé, selon la nouvelle grille communale de densité à sept niveaux définie par l'Insee en 2022.
Elle est située hors unité urbaine. Par ailleurs la commune fait partie de l'aire d'attraction de Casteljaloux, dont elle est une commune de la couronne,. Cette aire, qui regroupe 14 communes, est catégorisée dans les aires de moins de 50 000 habitants,.

### Occupation des sols

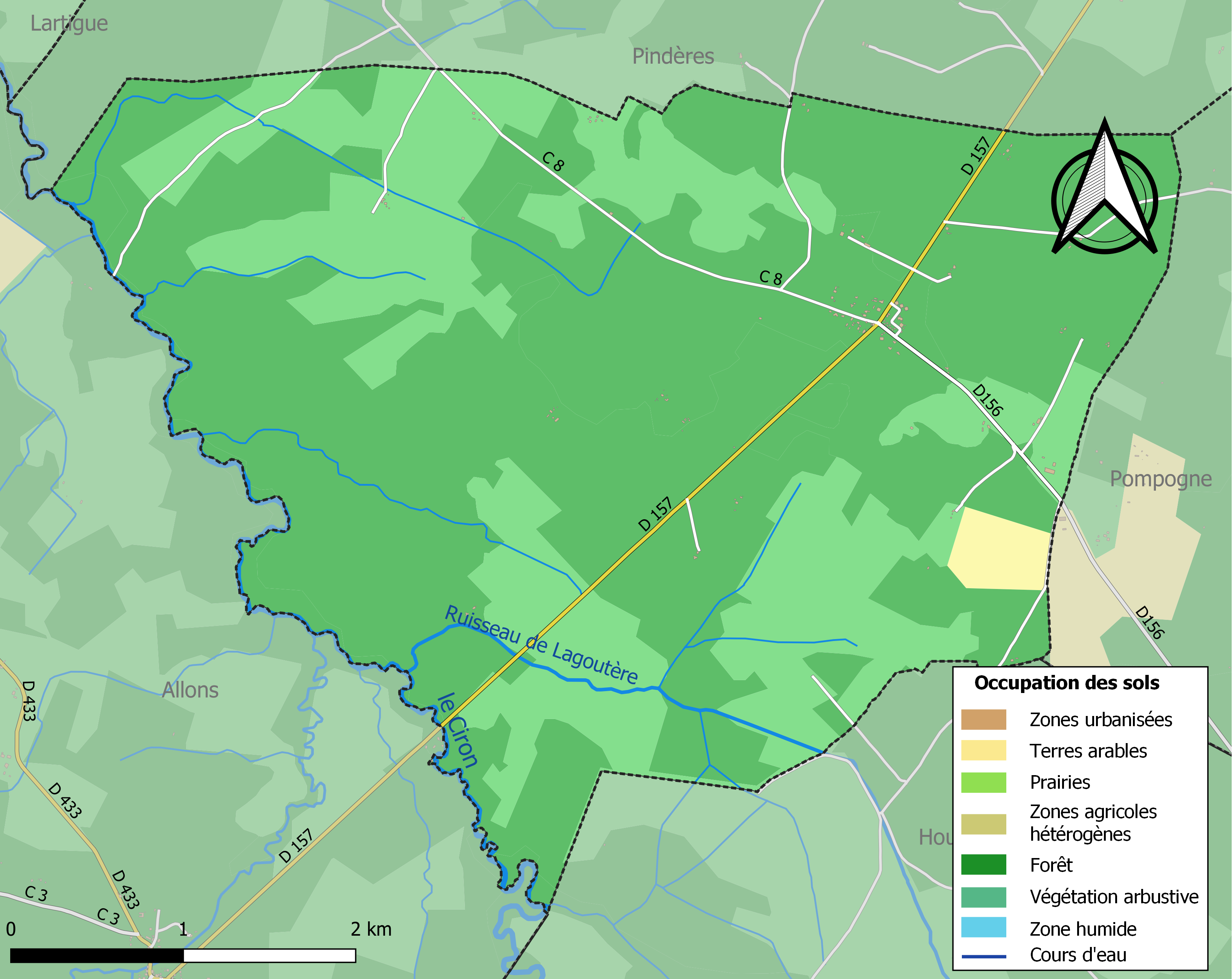
Carte des infrastructures et de l'occupation des sols de la commune en 2018 (CLC).

L'occupation des sols de la commune, telle qu'elle ressort de la base de données européenne d’occupation biophysique des sols Corine Land Cover (CLC), est marquée par l'importance des forêts et milieux semi-naturels (98,9 % en 2018), une proportion identique à celle de 1990 (98,9 %). La répartition détaillée en 2018 est la suivante : 
forêts (70 %), milieux à végétation arbustive et/ou herbacée (28,9 %), terres arables (1,1 %). L'évolution de l’occupation des sols de la commune et de ses infrastructures peut être observée sur les différentes représentations cartographiques du territoire : la carte de Cassini (XVIIIe siècle), la carte d'état-major (1820-1866) et les cartes ou photos aériennes de l'IGN pour la période actuelle (1950 à aujourd'hui).

### Voies de communication et transports
- Routes départementales D 157 et D 445,
- autoroutes A62 et A65 ;
- gare d'Aiguillon.

### Risques majeurs
Le territoire de la commune de Sauméjan est vulnérable à différents aléas naturels : météorologiques (tempête, orage, neige, grand froid, canicule ou sécheresse), feux de forêts et séisme (sismicité très faible). Un site publié par le BRGM permet d'évaluer simplement et rapidement les risques d'un bien localisé soit par son adresse soit par le numéro de sa parcelle.
Sauméjan est exposée au risque de feu de forêt. Depuis le 20 avril 2016, les départements de la Gironde, des Landes et de Lot-et-Garonne disposent d’un règlement interdépartemental de protection de la forêt contre les incendies. Ce règlement vise à mieux prévenir les incendies de forêt, à faciliter les interventions des services et à limiter les conséquences, que ce soit par le débroussaillement, la limitation de l’apport du feu ou la réglementation des activités en forêt. Il définit en particulier cinq niveaux de vigilance croissants auxquels sont associés différentes mesures,.

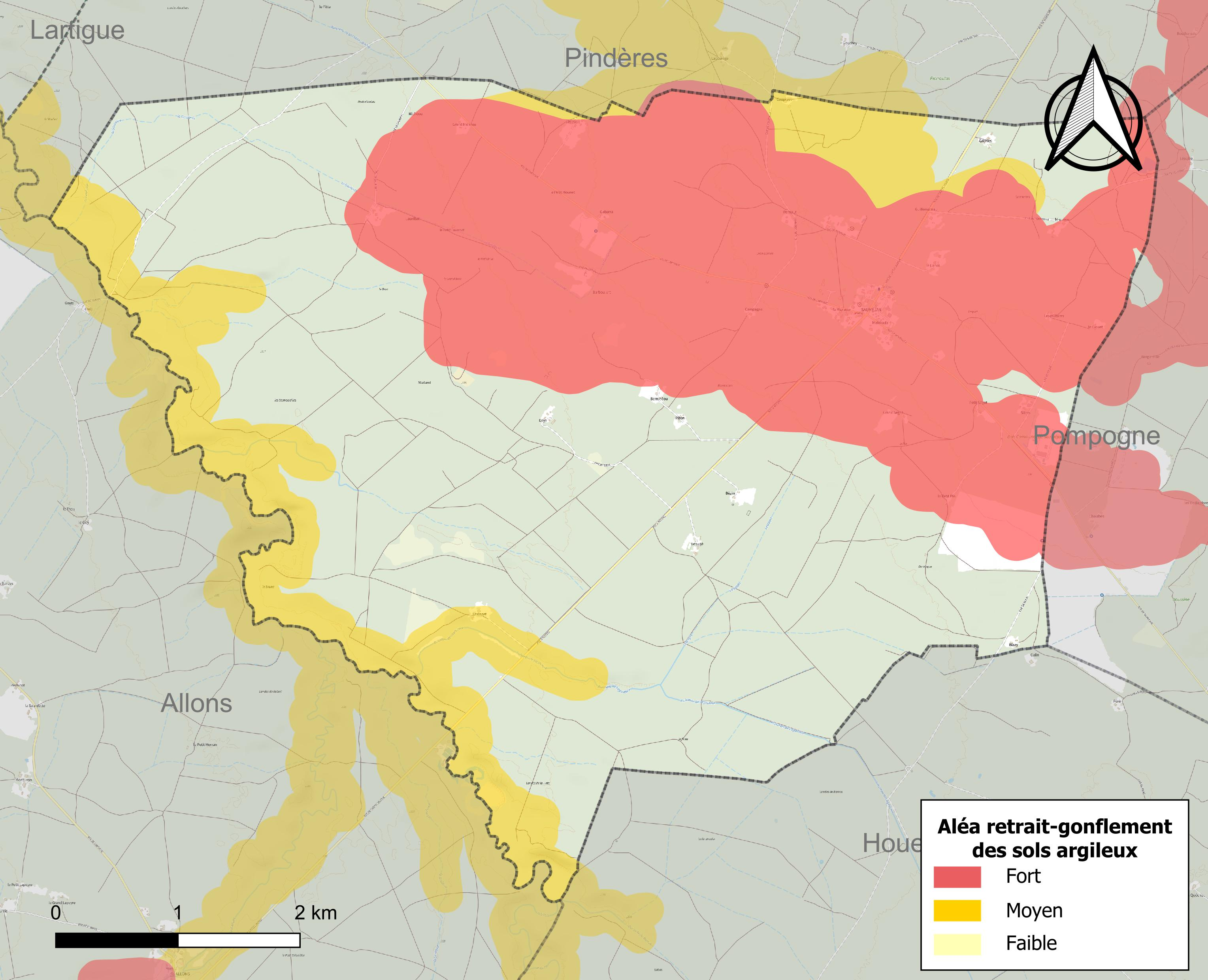
Carte des zones d'aléa retrait-gonflement des sols argileux de Sauméjan.

Le retrait-gonflement des sols argileux est susceptible d'engendrer des dommages importants aux bâtiments en cas d’alternance de périodes de sécheresse et de pluie. 49,4 % de la superficie communale est en aléa moyen ou fort (91,8 % au niveau départemental et 48,5 % au niveau national). Depuis le 1er octobre 2020, en application de la loi ELAN, différentes contraintes s'imposent aux vendeurs, maîtres d'ouvrages ou constructeurs de biens situés dans une zone classée en aléa moyen ou fort,.
La commune a été reconnue en état de catastrophe naturelle au titre des dommages causés par les inondations et coulées de boue survenues en 1982, 1999, 2009, 2018 et 2020 et par des mouvements de terrain en 1999

## Toponymie
Le nom de Sauméjan vient de la combinaison des mots latins saltus qui désigne un « défilé forestier » et medianus qui signifie « médian », « au milieu » ; il s'agit donc d'un lieu de passage au cœur d'une région boisée. Au XIVe siècle, le nom de la commune s’écrit Saumeians.
En gascon, le nom en est Saut Mejan.
Les habitants en sont les Saumejanais.
La plupart des lieux-dits de Sauméjan sont explicables par le gascon, par exemple Miqueou, Maubaret, Bruc, Bézin, Gachies...

## Politique et administration
| Période                                  | Période   | Identité                  | Étiquette | Qualité                                                                 |
| ---------------------------------------- | --------- | ------------------------- | --------- | ----------------------------------------------------------------------- |
| 1941                                     | 1973      | Louis Lagavardan          |           |                                                                         |
| 1973                                     | mars 1989 | Jean-Gilbert Bourras      |           |                                                                         |
| mars 1989                                | mai 2020  | Francis Da Ros            | PS        | Conseiller général du canton de Houeillès, marchand de fromage ambulant |
| mai 2020                                 | En cours  | Françoise Rivetta-Bourras |           |                                                                         |
| Les données manquantes sont à compléter. |           |                           |           |                                                                         |

## Démographie
L'évolution du nombre d'habitants est connue à travers les recensements de la population effectués dans la commune depuis 1793. Pour les communes de moins de 10 000 habitants, une enquête de recensement portant sur toute la population est réalisée tous les cinq ans, les populations de référence des années intermédiaires étant quant à elles estimées par interpolation ou extrapolation. Pour la commune, le premier recensement exhaustif entrant dans le cadre du nouveau dispositif a été réalisé en 2006.

En 2022, la commune comptait 87 habitants, en évolution de −14,71 % par rapport à 2016 (Lot-et-Garonne : −0,18 %, France hors Mayotte : +2,11 %).
| 1793 | 1800 | 1806 | 1821 | 1831 | 1836 | 1841 | 1846 | 1851 |
| ---- | ---- | ---- | ---- | ---- | ---- | ---- | ---- | ---- |
| 285  | 241  | 237  | 280  | 320  | 337  | 332  | 335  | 351  |

| 1856 | 1861 | 1866 | 1872 | 1876 | 1881 | 1886 | 1891 | 1896 |
| ---- | ---- | ---- | ---- | ---- | ---- | ---- | ---- | ---- |
| 348  | 337  | 368  | 339  | 334  | 352  | 339  | 353  | 338  |

| 1901 | 1906 | 1911 | 1921 | 1926 | 1931 | 1936 | 1946 | 1954 |
| ---- | ---- | ---- | ---- | ---- | ---- | ---- | ---- | ---- |
| 314  | 300  | 302  | 262  | 222  | 200  | 163  | 134  | 106  |

| 1962 | 1968 | 1975 | 1982 | 1990 | 1999 | 2006 | 2011 | 2016 |
| ---- | ---- | ---- | ---- | ---- | ---- | ---- | ---- | ---- |
| 86   | 58   | 52   | 52   | 68   | 68   | 76   | 79   | 102  |

| 2021 | 2022 | - | - | - | - | - | - | - |
| ---- | ---- | - | - | - | - | - | - | - |
| 93   | 87   | - | - | - | - | - | - | - |

## Lieux et monuments
- L'église Saint-Laurent, église de la dernière époque gothique, à deux nefs de deux travées séparées par un pilier[28] présente un clocher-tour soutenu par d'imposants contreforts.
- Logis de Bernine et son airial : site inscrit au titre des monuments historiques en 2003, en cours de restauration[29].
- Monument aux morts de la Première Guerre mondiale surmonté d'un coq et faisant état de 13 morts[30],[31].
- Sépulture de Alban Aignan dans le cimetière communal[32].
- Écomusée dédié au travail des résiniers, à ses outils et au produits issus du gemmage[33].
- Bergerie en bois du XIXe siècle, dans le village de vacances[34].
- Puits à balancier, puits ancien disposant d'un poteau vertical dont la fourche terminale soutient une grande perche pivotante à laquelle le seau est suspendu ; ce puits se trouve dans le village de vacances[35].
- Travail de maréchal-ferrant.

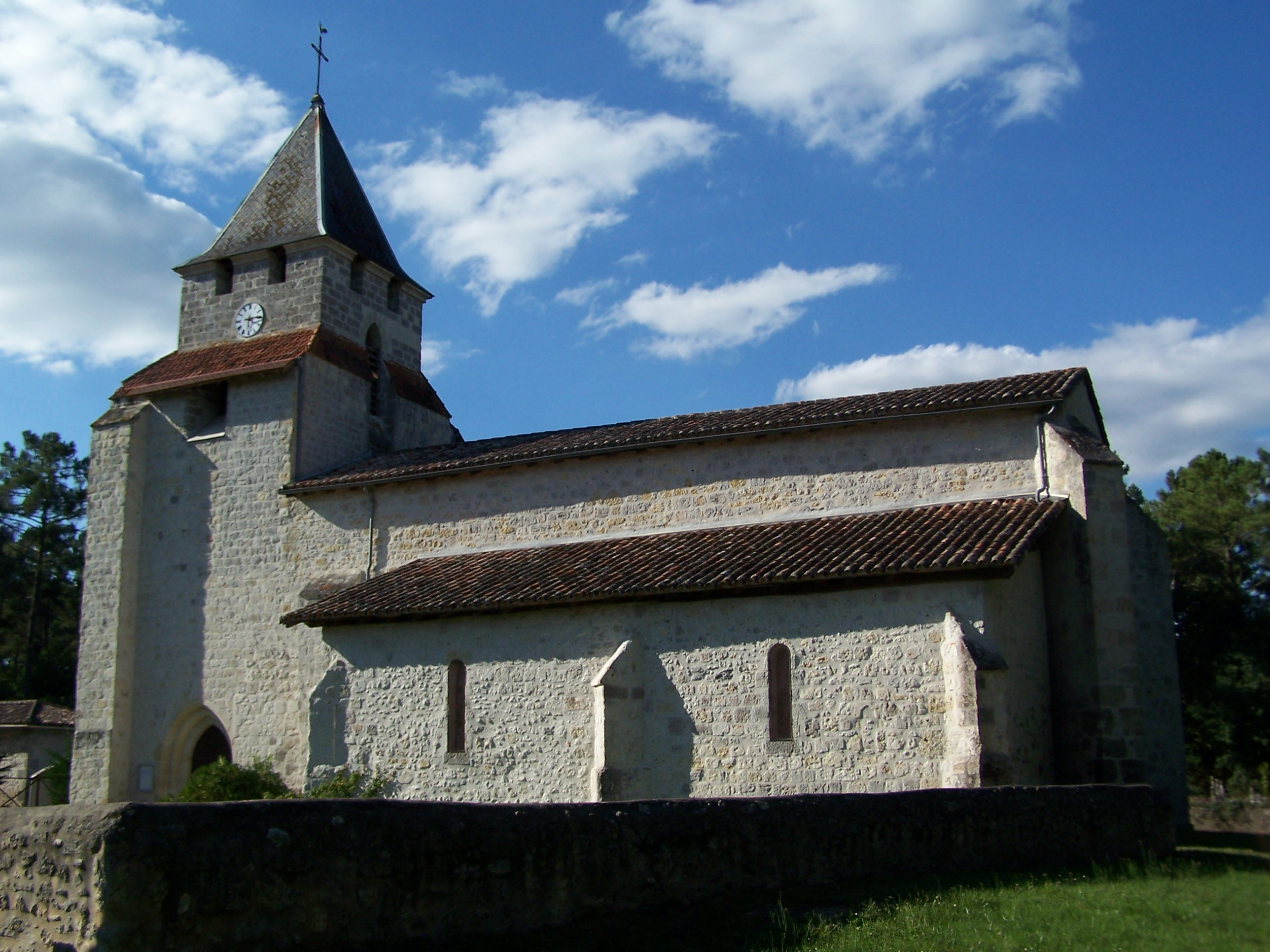
L’église Saint Laurent (août 2014).
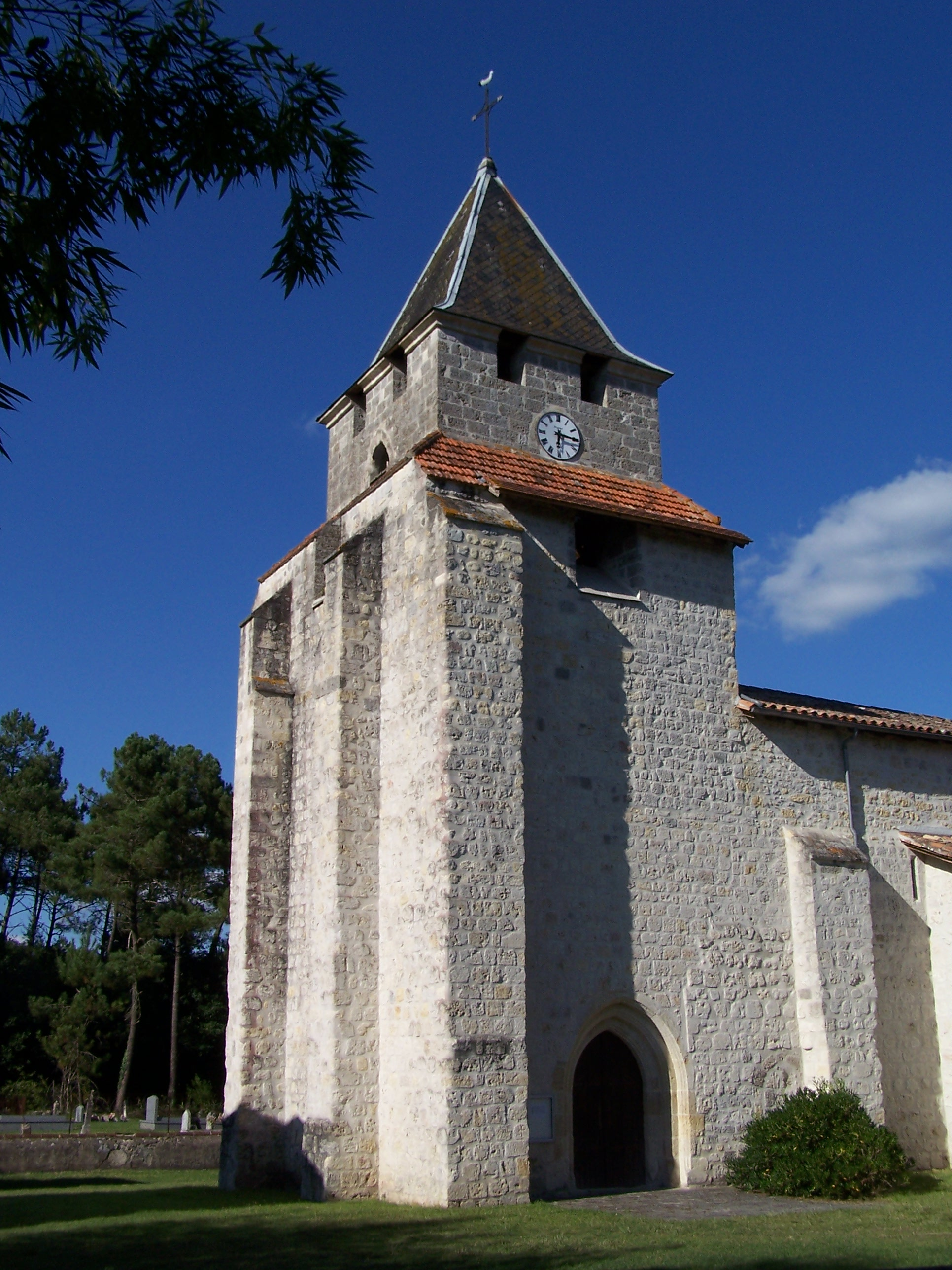
L'imposant clocher-tour (août 2014).
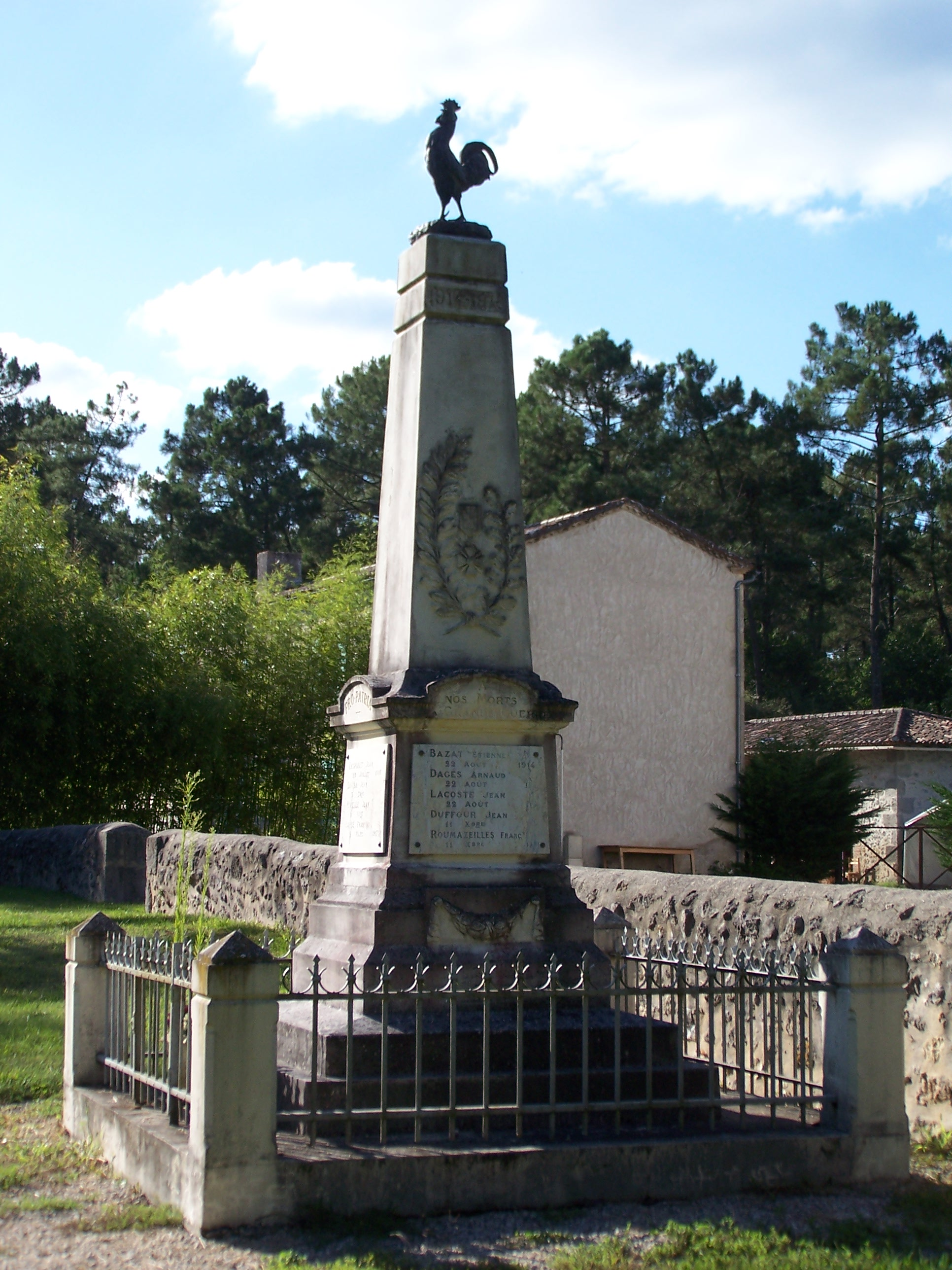
Le monument aux morts près de l'église (août 2014).

## Personnalités liées à la commune
- Alban Aignan, inspecteur d'académie, auteur de l'ouvrage La Ferme de Bernine, roman paru en 1899.
- Jean-Gilbert Bourras, maire de 1976 à 1989, créateur du village de vacances, ancien énarque, auteur de plusieurs ouvrages : La Querelle des vacants, Été à Bergardille, Nous, Gens de la lande.